# 선인성렬황후
선인성렬황후 고씨(宣仁聖烈皇后 高氏, 1032년 8월 17일(음력 7월 9일) ~ 1093년 9월 26일(음력 9월 3일))는 북송 영종(英宗)의 황후이며 신종(神宗)의 어머니이다. 손자인 철종(哲宗)이 즉위하자 태황태후로서 8년간 수렴청정하였다. 선인태후(宣仁太后)라고도 한다. 태황태후 재위 시 절일은 곤성절(坤成節)이다.

## 생애

### 출생
성은 고씨(高氏)이고 아명은 도도(滔滔)이다. 박주(薄州)출신이며, 아버지는 고준헌(高遵憲)이고 어머니는 개국공신인 조빈(曺彬)의 손녀이며, 인종의 황후인 자성광헌황후(慈聖光献皇后)의 언니인 조씨(曺氏)이다. 이모인 자성광헌황후에 의해 입궁하였으며 태종의 증손자이자 인종의 양자로 입적된 조종실(趙宗實, 영종)과 어린시절을 함께 보냈다. 인종이 어린 도도와 종실이 서로 애틋하게 잘 지내는 것을 보고 황후 조씨에게 "장래에 서로에게 배필이 될 것이다"고 얘기하였다. 영종에게서 아들이 태어나자 종실과 함께 출궁하였으며 1047년 혼인하였다. 이후 1062년 남편 종실이 황태자로 책봉되고 휘를 서(曙)로 개명하였다.

### 황후시절
1063년 인종이 후사 없이 붕어하자, 남편 조서(趙曙)가 영종(英宗)으로 즉위하였으며 1065년 황후에 책봉되었다.

### 황태후 시절
1067년 영종이 재위 4년만에 붕어하고 아들 신종(神宗)이 즉위하자 보자황태후(寶慈皇太后)로 추봉되었다. 서하(西夏)와의 화의로 인한 국방비의 증가와 세비 문제, 국가 재정과 민생 치안문제, 소상공인, 농민, 대지주, 사대부의 이해 관계가 얽혀 있는 가운데 법제개혁을 둘러싸고 구법파(舊法派)와 신법파(新法派)의 당쟁이 지속되었으며, 아들 신종이 신법파인 왕안석을 등용하고 그가 제시한 개혁안을 받아들여 시행하자, 태황태후 조씨와 함께 신법파의 정책과 법제개혁에 반대하여 구법파인 사마광을 지지하고 왕안석을 좌천시켰다.

### 태황태후 시절
1085년 신종이 붕어하고 손자인 철종(哲宗)을 즉위시켰다. 철종이 10살의 나이로 즉위하였기 때문에 태황태후로서 수렴청정을 하였다. 구법파를 지지한 선인성렬황후는 철종이 즉위하자 구법파의 당수인 사마광을 등용하고, 신종 시대에 실시한 왕안석의 신법을 모두 철폐하고 원래대로 구법을 시행하였다. 20여년에 걸쳐 시행된 신법을 무효화 하자 사회혼란이 가속화 되고 구법파와 신법파의 당쟁이 극심해졌다. 태황태후의 수렴청정은 그녀가 사망하는 1093년까지 8년 동안 지속되었는데, 철종은 할머니의 기나긴 수렴청정 기간에 점점 불만을 갖게 되었으며, 신법파를 지지하였기 때문에 서로간의 갈등과 대립이 심화되었고, 철종과의 관계는 최악에 달했다.
1093년 9월, 62세로 사망하였고 영종과 영후릉(永厚陵)에 합장되었다. 선인성렬황후 사후, 손자 철종이 소성(紹聖)으로 개원하면서 그녀가 수렴청정기간 동안 실시한 구법을 다시 철회, 신법을 실시하고 신법파를 등용하였다. 또한 분노가 극에 달해 할머니인 태황태후의 호를 추탈하고 폐위하려 하였으나 어머니인 주태비와 황태후가 반대하였으므로 철회하였다.

## 평가
본인에게 엄격하고 아들 신종이 외가에 벼슬을 내리거나 국비를 사용해 지원하는 것을 반대하였다. 왕안석의 신법에 반대하였지만 집권 시기 근검절약하고 흐트러짐 없는 모습으로 정국을 다스렸다. 그녀의 수렴청정 시기인 원우(元祐) 연간 8년이 사실상 송나라의 마지막 소강(小康)시대로 , 이후 송나라는 극심한 정쟁과 요나라, 금나라의 압박, 농민반란으로 인해 쇠퇴한다. 이러한 그녀를 가리켜 '여중요순(女中堯舜)'이라고 일컬었다.

## 가계

### 부모
- 아버지 : 초왕(楚王) 고준헌(高遵憲)
- 어머니 : 조씨(曺氏)

### 남편
- 영종(英宗, 1032년 ~ 1067년) : 북송의 제5대 황제

### 자녀

#### 황자
1. 신종(神宗) 조욱(趙頊, 1048년 ~ 1085년) : 북송의 제6대 황제
2. 오왕(吳王) 조호(趙顥, 1050년 ~ 1096년)
3. 윤왕(潤王) 조안(趙顔, 조졸)
4. 익왕(益王) 조군(趙頵, 1056년 ~ 1088년)

#### 황녀
1. 보안공주(寶安公主, 1051년 ~ 1080년)
2. 수강공주(壽康公主, 1051년 ~ 1123년)